# Once Upon a Line
Once Upon a Line é um filme animado em curta-metragem estadunidense de 2016 dirigido, escrito e produzido por Alicja Jasina. Venceu o Student Academy Awards na categoria de melhor animação.